# Tour por Europa 74/75
El Tour por Europa 74/75 fue el tercer tour realizado por el grupo sueco ABBA.

## Preparativos
Originalmente, una gira de alrededor de 25 Folkparks estaba programada para el verano 1974 más después de la victoria del grupo en Eurovisión , esta gira fue cancelada en el 16 de abril debido a la promoción del grupo en Europa .
Los ensayos de la gira tuvieron lugar del 5 al 15 de noviembre en el auditorio de la escuela Rudbecksskolan en Sollentuna en el norte de Estocolmo y ofrecieron un concierto privado para los estudiantes de la escuela en el 22 de octubre .
Los ensayos para la secunda parte del tour tuvieran lugar en el teatre Jarla en Estocolmo por une semana .

## El Tour
En 1974, ABBA logró el éxito internacional con Waterloo. Al mismo tiempo los 4 amigos cimentaron sus relaciones de trabajo y cambiaron su nombre a ABBA. Fue solamente entonces, cuando ellos condujeron un tour fuera del suelo sueco. 
Los planes originales para este viaje eran extensos, pero estaba claro que su único éxito Waterloo no daría lo suficiente como para un gran tour. Fechas tentativas en Inglaterra, Escocia, Holanda, Bélgica, Francia, Turquía, Israel, Grecia, Yugoslavia y España fueron abandonadas, y sólo quedaron Alemania, Austria, Suiza y los países nórdicos. Agnetha y Björn no deseaban estar lejos de su hija de un año de edad Linda por mucho tiempo, y fue entonces cuando el tour se dividió en dos partes: Dinamarca, Alemania, Austria y Suiza en noviembre (como resultado, el concierto de Suiza fue cancelado debido a la poca demanda de boletos), que serían seguidos por los países nórdicos en enero de 1975. 

## Desempeño Comercial
Sin embargo la primera parte del tour fue parcialmente exitosa. Claramente, ABBA no había construido una base de fanes que necesitaba para atraer público en Europa a sus conciertos. Esta parte del tour tueve un pobre desempeño comercial a un ponto que dois conciertos (el concierto en Düsseldorf y el único concierto en Suiza) fueran cancelados .
La segunda parte del tour (en Escandinavia) fue más exitosa y una grande parte de los conciertos fueran agotados .
No se sabe el número de personas que fueran a los conciertos , más basando en los números que conocemos , al mínimo 22 700 personas fueran a los conciertos .

## Repertorio
1. Gonna Sing You My Lovesong»
2. «Hasta Mañana»
3. «He Is Your Brother»
4. «Hey, Hey Helen»
5. «Honey, Honey»
6. «Mama» (interludio) (Versión antigua de Intermezzo no.1)
7. «I've Been Waiting For You»
8. «King Kong Song»
9. «Rock'n Roll Band»
10. «Rock Me»
11. «Sitting In The Palmtree»
12. «So Long»
13. «Watch Out»
14. «Waterloo»

| Notas |
| --- |
| - Las canciones interpretadas por ABBA probablemente incluyeron (enumeradas alfabéticamente) encima . - Si bien la lista de canciones puede ser muy similar al concierto de Eskilstuna de 1975, parece que esta lista no está completa. ABBA The Book (pág. 105) dice que se tocaron "alrededor de 20 canciones". El cartel de la gira también menciona Ring, Ring, por lo que se puede suponer que en realidad es una de las canciones que faltan. |

## Conciertos
| Fecha                           | Ciudad             | País      | Lugar                   | Audiencia                           |
| ------------------------------- | ------------------ | --------- | ----------------------- | ----------------------------------- |
| Primera Manga - Europa          |                    |           |                         |                                     |
| 17 de noviembre de 1974         | Copenhague         | Dinamarca | Falkonercentret         | 2 000 / 2 000 (100%)                |
| 18 de noviembre de 1974         | Hanóver            | Alemania  | Kuppelsaal              | 1 200 / 4 000 (30%)                 |
| 19 de noviembre de 1974         | Múnich             | Alemania  | Deutsches Museum        | -                                   |
| 21 de noviembre de 1974         | Fráncfort del Meno | Alemania  | Jahrhunderthalle        | -                                   |
| 22 de noviembre de 1974 (19:00) | Berlín             | Alemania  | Hochschule für Musik    | -                                   |
| 23 de noviembre de 1974         | Núremberg          | Alemania  | Meistersinger           | -                                   |
| 25 de noviembre de 1974         | Innsbruck          | Austria   | Kongresshaus            | 800 / 1 189 (67,28%)                |
| 27 de noviembre de 1974         | Viena              | Austria   | Stadthalle              | 1 200 / 5 600 (21,43%)              |
| 29 de noviembre de 1974         | Bremen             | Alemania  | Glock                   | 1000 / 1400 (71,43%)                |
| 30 de noviembre de 1974         | Hamburgo           | Alemania  | Musikhalle              | -                                   |
| Segunda Manga - Escandinavia    |                    |           |                         |                                     |
| 10 de enero de 1975             | Oslo               | Noruega   | Chateau Neuf            | -                                   |
| 11 de enero de 1975             | Estocolmo          | Suecia    | Konserthuset            | 1 700 / 1 700 (100%)                |
| 12 de enero de 1975             | Lund               | Suecia    | Olympen                 | 2 500 / 2 500 (100%)                |
| 14 de enero de 1975             | Vejle              | Dinamarca | Idrættens Hus           | 1 500 ?                             |
| 15 de enero de 1975             | Holstebro          | Dinamarca | Holstebrohallen         | -                                   |
| 16 de enero de 1975             | Nykøbing Falster   | Dinamarca | Nykøbing Falster Hallen | -                                   |
| 17 de enero de 1975             | Copenhague         | Dinamarca | Tivolis Konsertsal      | 1 800 / 1 800 (100%)                |
| 18 de enero de 1975             | Gotemburgo         | Suecia    | Scandinavium            | 7 000 / 7 000 (100%)                |
| 20 de enero de 1975             | Helsinki           | Finlandia | Finlandiatalo           | 1 700 / 1 700 (100%)                |
| 22 de enero de 1975             | Umeå               | Suecia    | Universum               | 1 800 / 1 800 (100%)                |
| TOTAL                           | TOTAL              | TOTAL     | TOTAL                   | 22 700 / 30 689 (73,97%) (11 Shows) |

### Conciertos Cancelados/Postpuenos
| Fecha                           | Ciudad     | País     | Lugar                | Razón                  |
| ------------------------------- | ---------- | -------- | -------------------- | ---------------------- |
| 22 de noviembre de 1974 (22:00) | Berlín     | Alemania | Hochschule für Musik | Pròblemas técnicos     |
| 24 de noviembre de 1974         | Wels       | Austria  | Jubiläumshalle       | Frida estaba enferma   |
| 26 de noviembre de 1974         | Zürich     | Suiza    | Kongresshaus         | Baja venda de entradas |
| 28 de noviembre de 1974         | Düsseldorf | Alemania | Philipshalle         | Baja venda de entradas |

## Músicos
Boris Lindqvist (Vóz , Guitarra , Piano , Percusión)
Cäj Högberg (Bajo)
Peter Kott (Trompetta)
Torsten Dannenberg (Saxófón , Flauta , Acordeón)
Wojciech Ernest (Piano , Teclados)
Zgbinew Ryta (Tambores)
- Datos: Q6151231